# 湯德章故居
湯德章故居是一座位於臺灣臺南市中西區的宅邸建築 ，該建築因1943年期間成為執業律師湯德章的住所而聞名。在歷經拆除爭議後，該建築成為臺灣首例由民間力量出資購回並修復的歷史建築，未來將作為湯德章故居紀念館對外開放，目前仍未具文化資產身分。

## 沿革

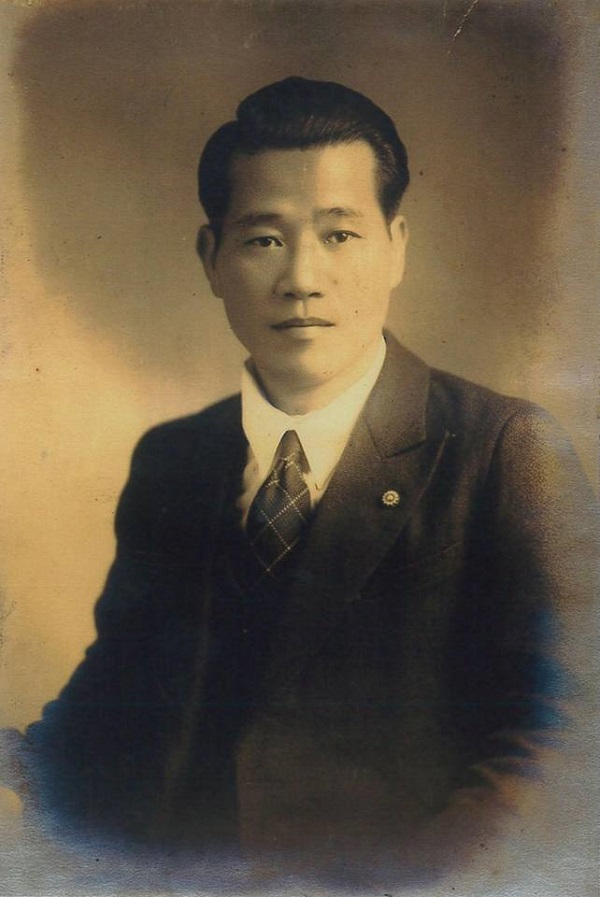
湯德章

1943年5月，湯德章通過「高等文官試驗行政科試驗」，並於6月21日通過「口述試驗」。隨後，他自日本大学法律專門部退學，於7月返回臺灣。同年9月，他獲臺灣總督府登錄為辯護士（律師），定居於臺南南門町，並於末廣町設立律師事務所，此時便居住於該址。1943年10月20日，他購置南門町三丁目32番地的房屋，並增建洋樓建築，前棟一樓設置律師事務所，前棟二樓及後棟作為家人居住空間。二二八事件發生後，湯德章的家屬仍持續居住於此。透過出租房間勉強維持生計。1968年，湯德章之子湯聰模將該建築出售予王榮彬。

### 保存
2015年3月13日，臺南市政府在湯德章故居舉行「歷史名人故居」的掛牌儀式。2020年4月，傳出湯德章故居易主將被拆除，台南市文化資產保護協會於4月17日下午緊急向台南市文化資產管理處提報，隨即依文化資產保存法第20條規定，公告為暫定古蹟。
2020年5月11日，湯德章故居再次易主將被拆除，為防湯德章居住故址被拆除，由「台南市文化資產保護協會」在嘖嘖募資網站發起募資活動，希望能夠募求總計約1,600萬的資金，買下故址。終於在6月9日成功募得1,600萬，確保取得故址所有權。接著協會為了重建紀念館，盼能達到2,000萬元的最終階段目標，來完成建立紀念館以及相關教育活動的一系列規劃。
2021年2月22日，台南市政府文化局舉辦古蹟審議會議，審議委員認為該建物已歷經大幅度增改建，且未見特殊之建築技術與裝飾手法，不具呈現古蹟或歷史建築各項登錄基準之建築特色，經審議會表決結果未達出席委員過半數之同意指定古蹟或登錄歷史建築。湯德章紀念協會則發表公開信宣布，湯德章故居將於3月13日以紀念館形式正式對外開放，同時也對審議會未將湯德章故居列級古蹟或歷史建築表示尊重。

### 活化利用
2023年，因故居歷經多次地震，後棟建築出現地層下陷與傾斜、嚴重漏水、梁柱蟲蛀、門窗毀損等結構問題，為確保故居長期保存，決定進行修復再生工程。經文化部「私有老建築保存再生計畫」補助，該修復計畫獲文化部及臺南市政府支持，獲得890萬元補助，湯德章紀念協會亦自籌600多萬元以推動整修。2023年6月8日，修復工程正式動工，整體修復工事後於2024年底完成。
紀念館修復後，預定於2025年3月13日正式開館，當前館方仍採預約制。

## 建築設計
湯德章故居為一棟二層樓之現代建築，屬於臺南市少見的樓仔厝民宅。其內部整體格局包含辦公空間與生活起居空間，起居區域的配置類似近代日式住宅。然建築並無特別突出的建築技術與裝飾手法。建物主要建材包括木造、磚造及鋼筋混凝土結構。內部仍保留當年湯德章使用的事務桌，作為歷史展示的一部分。

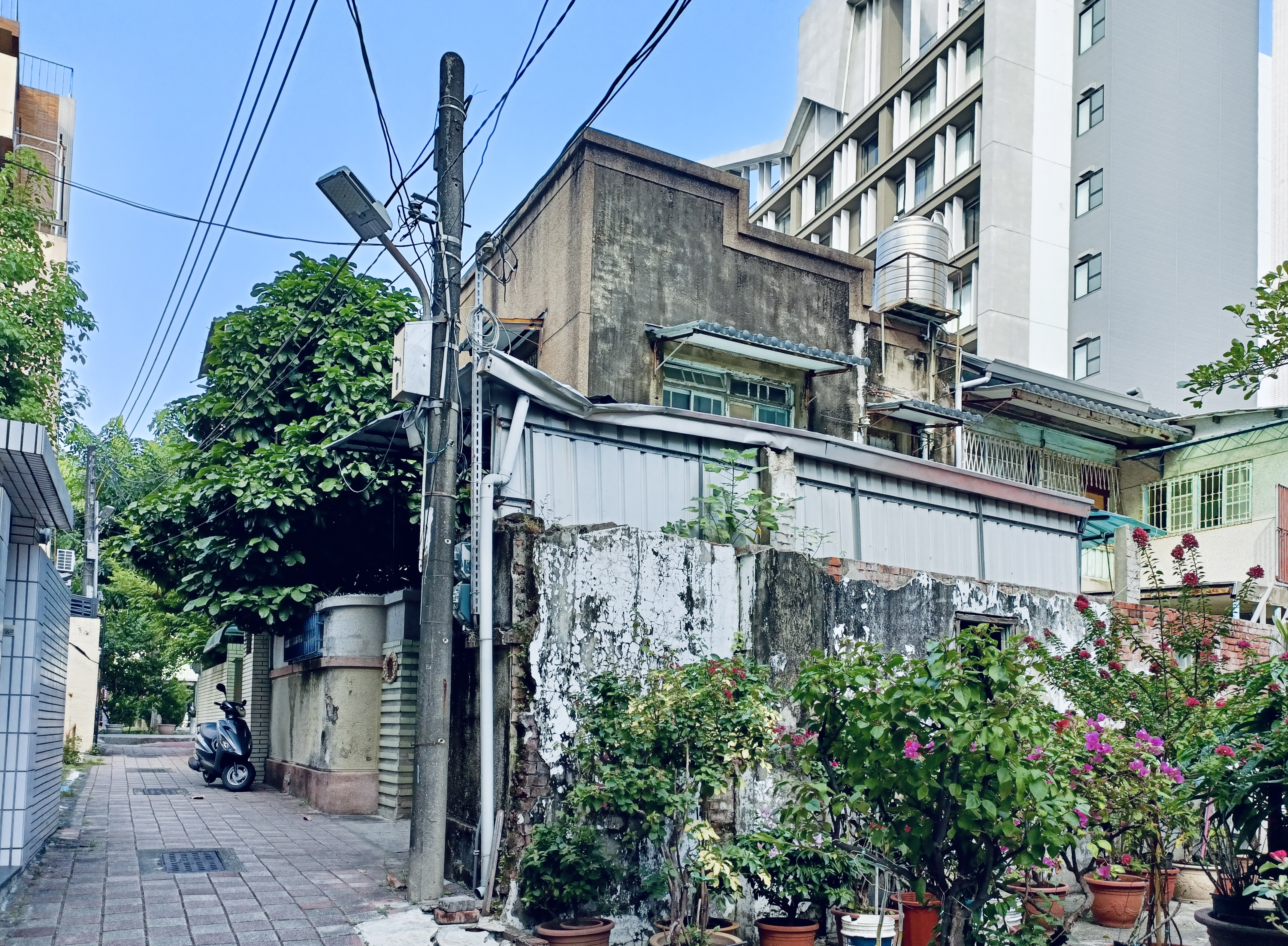
修復前的湯德章故居
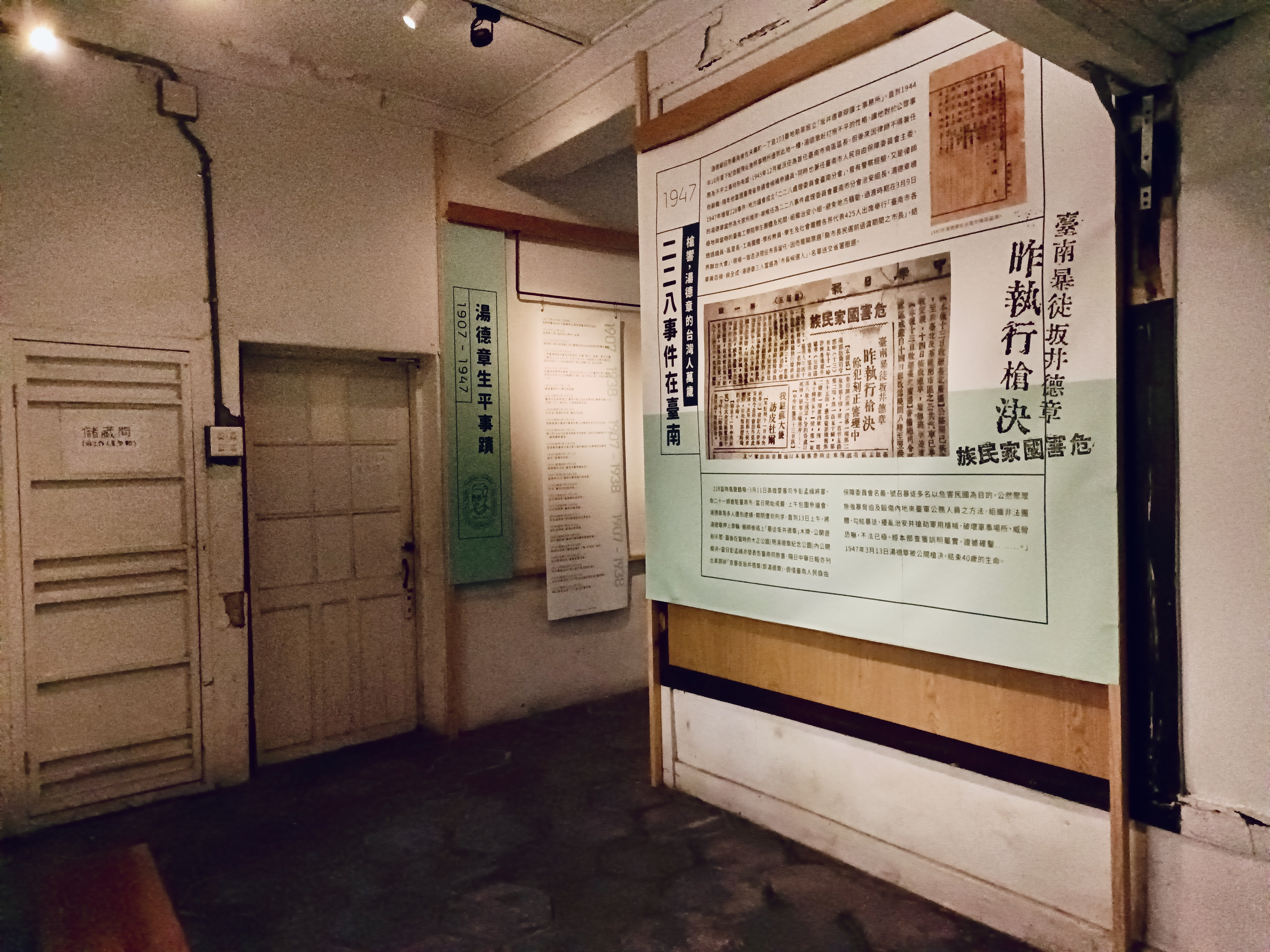
修復前的湯德章故居內部展覽
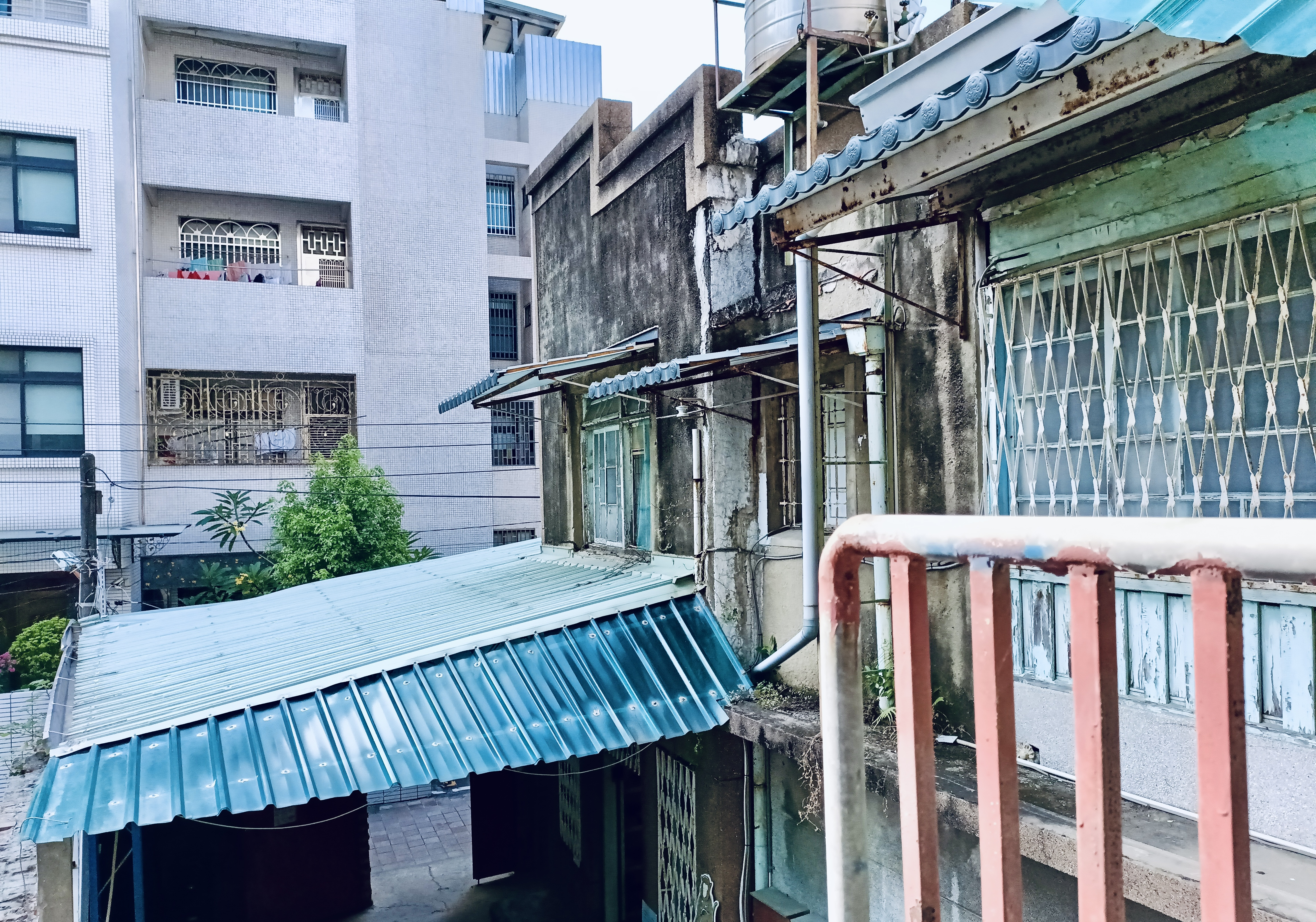
修復前的湯德章故居
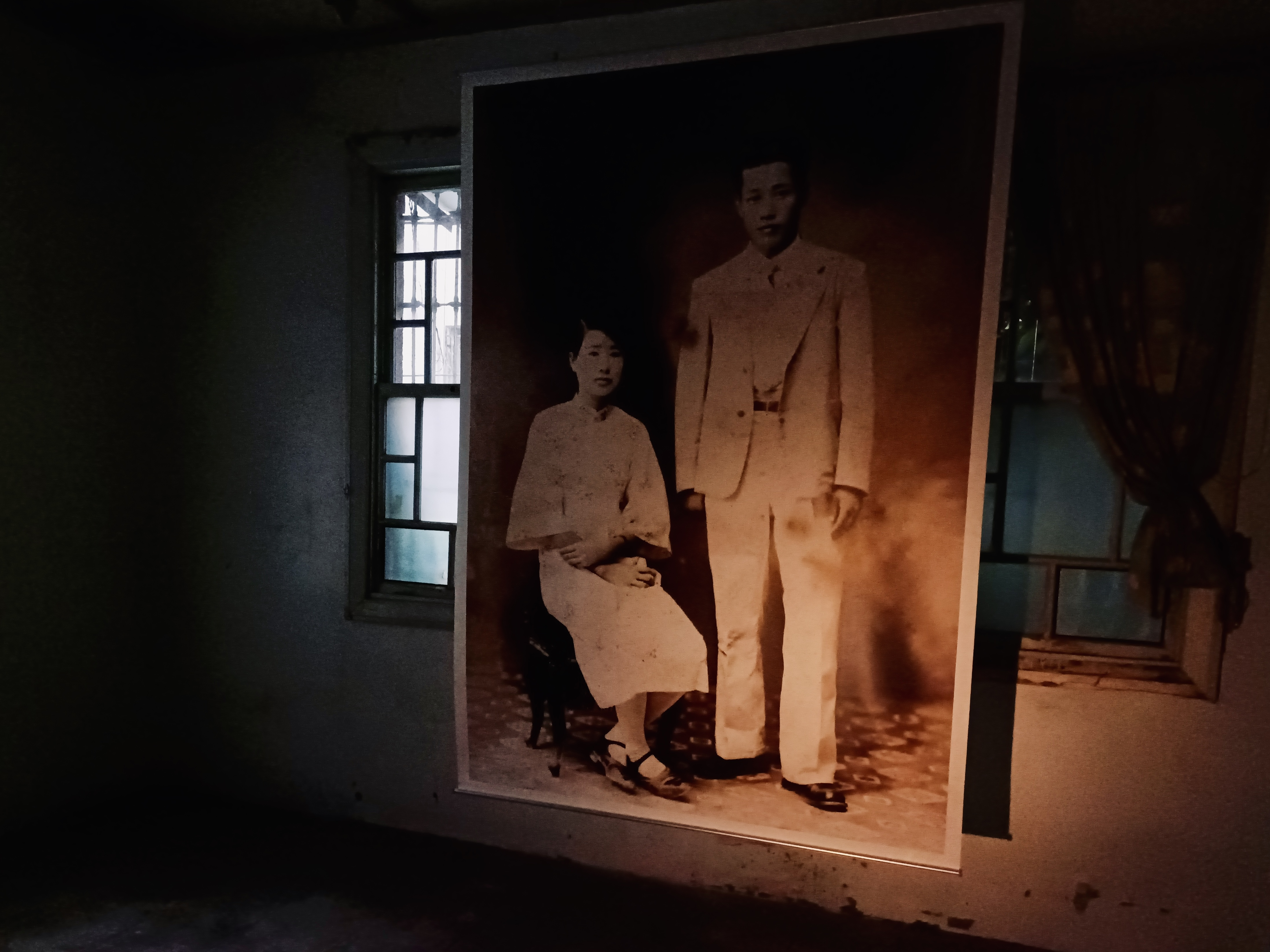
湯德章與其夫人陳濫肖像

## 外部連結
- 湯德章紀念協會官方網站